# Positive Energy (album)

Positive Energy est un album de reggae d'Alpha Blondy.

## Liste des titres
- Rainbow in the Sky
- Freedom
- Allah Tano
- No Brain, No Headache
- Maclacla Macloclo
- Madiba m’a dit
- Lumière
- Séchez vos larmes
- N’Téritchê
- Ingratitude
- Une petite larme m’a trahi
- Querelles inter-minables